# Adelstitel
 Ikke at forveksle med Kongelige og fyrstelige titler, som beskriver prædikater og titler, der afspejler deres forhold til monarken (såsom kronprins)
En adelstitel er en titel, som i deres stadig bevarede form opstod inden for det feudale system i middelalderen, og som angiver en adelig persons rang. Med den danske Grundlovs vedtagelse i 1849 blev den danske adel frataget sine privilegier, men adelstitler anvendes fortsat. Adelstitler bliver stadig anvendt i mange andre lande, også lande, som førhen var konge- eller kejserriger (såsom Frankrig og Tyskland), benytter visse slægter stadig adelstitler.
Adelen blev betragtet som en særlig social klasse af "store mænd", som fik særlige privilegier, og ofte fungerede som "små konger" (vasaller) over deres forstæder, for at hjælpe rigets monark, men med lavere rang. De fleste titler er blevet arvet, men nogle er også rent personlige (såsom kammerherre og hofjægermester).

## Adelstitlers brug i forskellige lande
Grundlæggende findes følgende titler (sorteret efter forrang i faldende rangfølge). Nogle titler, der ikke er i praktisk brug i dag, er også medtaget på listen.

### Overblik: generelle og historiske adelstitler (Europa)
| Titelbærer         | Kvindelig ækvivalent      | Værdighed eller Len           | Beskrivelse | Titel på udvalgte andre sprog |
| ------------------ | ------------------------- | ----------------------------- | --- | --- |
| Kejser             | Kejserinde                | Kejserrige                    | Den højeste titel for en monark. En kejser er et overhoved for et stort monarki (i så fald kejserrige) eller imperium. Kejserinde er titlen på enten en kvindelige regent eller (oftest) kejserens hustru. | Engelsk: Emperor - Empress. Tysk: Kaiser - Kaiserin. Fransk: Empereur - Impératrice. Russisk: Tsar - Tsaritsa. |
| Højkonge           | Højdronning               | Højkongerige                  | En højkonge er en konge, som ved anciennitet, har magt over en gruppe af andre konger, uden titlen kejser. Titel har blandt andre været benyttet af Højkongerne af Irland, som rådede over mere end 150 kongeriger. | Engelsk: High King - High Queen |
| Storkonge          | Stordronning              | Storkongerige                 | Storkonge er en gammel nærorientalsk betegnelse for en konge, hvis position overstiger en almindelig konges. Titlen har blandt andet været benyttet af Antiochos 3. af Seleukideriget. | Engelsk: Great King - Great Queen |
| Konge              | Dronning                  | Kongerige                     | Konge er titel for den mandlige regent i et monarki. Dronning er enten titlen på en kvindelige regent eller kongens hustru. Jure uxoris (latinsk begreb) er historisk blevet brugt til at beskrive adelstitler, som en mand besad i kraft af at hans hustru havde arvet den, eksempelvis 'Konge jure uxoris', hvis hustruen var den regerende dronning (fx Anton af Bourbon). Se evt. 'Prinsgemal'. I Storbritannien har man særlige betegnelser for dronninger: - Queen regnant = den regerende dronning. - Queen consort = dronning gift med den regerende konge (consort = ledsager eller gemalinde), (oversættes = "Dronningkonsort" eller "Dronninggemalinde") - Queen dowager = enkedronningen efter en regerende konge. | Engelsk: King - Queen Tysk: König - Königin Fransk: Roi - Reine Svensk: Kung - Drottning Spansk: Rey - Reina Russisk: Koról - Korolévna Græsk: Vasilefs - Vasillissa Italiensk: Re - Regina Hollandsk: Koning - Koningin Portugisisk: Rei - Reinha |
| Ærkehertug         | Ærkehertuginde            | Ærkehertugdømme               | Titlen blev båret fra 1358 af de habsburgske herskere af Ærkehertugdømmet Østrig, og senere af alle højtstående medlemmer af dette dynasti. Titlen betegner en rang i det tidligere tysk-romerske kejserrige (962-1806), som var under kejseren og konger men over storhertuger samt hertuger og fyrster. | Engelsk: Archduke - Archduchess Tysk: Erzherzog - Erzherzogin Fransk: Archiduc - Archiduchesse |
| Storfyrste         | Storfyrstinde             | Storfyrstendømme              | Storfyrste er en adelstitel rangeret under kejseren, konger, og rangeret over en storhertug. Finland har været et storfyrstedømme under det Russiske Kejserrige i perioden 1809-1917. Titlen blev brugt af huset Romanov af det Russiske Kejserrige for medlemmer af den kejserlige familie. | Engelsk: Grand (eller Great) Prince - Grand (eller Great) Princess Tysk: Grossfürst - Grossfürstin |
| Storhertug         | Storhertuginde            | Storhertugdømme               | Storhertug er en europæisk arvelig titel for enten visse monarker eller medlemmer af visse monarkers familier. Titlen er traditionelt rangeret i rækkefølge efter forrang under titlen kejser, konge, storfyrste samt ærkehertug og over fyrster eller hertuger. | Engelsk: Grand Duke - Grand Duchess Tysk: Grossherzog - Grossherzogin Fransk: Grand Duc - Grande Duchesse |
| Kurfyrste          | Kurfyrstinde              | Kurfyrstedømme                | En titel der blev brugt til hver af de fyrster i det Tysk-Romerske Rige der indtil 1806 havde ret til at deltage i valget af rigets kejser. | Engelsk: (Prince) Elector - Electress Tysk: Kurfürst - Kurfürstin Fransk: Prince-électeur - Princesse-électrice. |
| Fyrste             | Fyrstinde                 | Fyrstedømme                   | Fyrste er en titel for et enerådende mandligt overhoved for en lille stat, en delstat eller en delvis selvstændig provins. I dag bruges betegnelsen som titel i Andorra, Liechtenstein, Monaco, Tyskland og enkelte andre lande i Europa. Der skelnes mellem suveræne fyrster og ikke-suveræne fyrster, der blot udgør den højeste klasse af adelen. I Tyskland har man haft flere forskellige fyrstetitler: - Reichfürst (Rigsfyrste - Engelsk: Prince of the Empire \| Fransk: Prince du Saint-Empire) - Kirchenfürst (Kirkefyrste - Engelsk: Prince of the Church) - Landesfürst (Landsfyrste - Engelsk: Prince of the Land) - Kurfürst (se ovenfor) - Fürstprimas (Fyrste-primas - Engelsk: Prince primate)                | Engelsk: (Sovereign) Prince - (Sovereign) Princess Tysk: Fürst - Fürstin Fransk: Prince Italiensk: Principe |
| Hertug             | Hertuginde                | Hertugdømme                   | Hertug var en adelsmand der var overhoved for et større, mere eller mindre uafhængigt landområde. Senere brugt som titel for medlemmer af kongehuset, eksempelvis Sverige, og den højeste adel i nogle lande, f.eks. Storbritannien. | Engelsk: Duke - Duchess Tysk: Herzog - Herzogin Fransk: Duc - Duchesse Spansk: Duque - Duquesa\| Italiensk: Duca - Duchessa |
| Markis / Markgreve | Markgrevinde              | Markgrevskab                  | Markgreve/Markis er en titel på en adelig mand med rang mellem greve og hertug. En markgreve er oprindelig en udenlandsk, især tysk, greve der stod i spidsen for en mark (mark = grænseområde) eller var overhoved for et af de deraf udviklede fyrstedømmer. Titlen bruges også udenfor Tyskland (eksempelvis Storbritannien). Uden for Tyskland behøver titlen ikke at være knyttet til et grænseområde. | Engelsk: Marquess - Marchioness Tysk: Markgraf - Markgräfin Fransk: Marquis - Marquise Spansk: Marqués - Marquesa Italiensk: Marchese |
| Landgreve          | Landgrevinde              | Landgrevskab                  | Oprindelig gammel tysk titel for en greve, der ikke stod under nogen hertug. Landgreven blev i reglen regnet blandt rigsfyrsterne. | Engelsk: Landgrave Tysk: Landgraf Fransk: Landgraver |
| Pfalzgreve         | Pfalzgrevinde             | Pfalzgrevskab                 | Tidligere titel på en høj embedsmand i de frankiske og tyske kongers tjeneste. Han var kongens stedfortræder og forvalter af en pfalz dvs. en kongsgård (palads). | Engelsk: Count palatine Tysk: Pfalzgrafen Fransk: Comte palatine |
| Greve              | Grevinde                  | Grevskab                      | En adelstitel af gammel germansk oprindelse. I frankerriget var greverne højtstående kongelige embedsmænd, som blev lønnet med krongods, fra 877 gjort til arvelige len. Men under Capetingerne knustes grevestandens magt. I Sverige indførtes grevetitlen 1561 og her i Danmark 1671. Grevetitlen er stadig arvelig herhjemme, men siden 1849 har det i Junigrundlovens § 97 heddet: "Enhver i lovgivningen til adel, titel og rang knyttet forret er afskaffet". Titlen bruges også som titel til det danske kongehus' medlemmer, hvis de gifter sig borgerligt. | Engelsk: (findes som titlen Earl i adelskalenderen) Count - Countess Tysk: Graf - Gräfin Fransk: Comte - Comtesse Spansk: Conde - Condessa Italiensk: Conte - Contessa                                                                             |
| Vicomte            | Vicomtesse                | Kan oversættes "Vicegrevskab" | Hed oprindeligt "vice-comte", er en Engelsk titel (Viscount), hvor personen tituleres 'The Right Honourable The Lord ...'. Var oprindelig en embedsmand, der var stedfortræder (heraf "vice") for greven. Det er den næstlaveste engelske adelsrang, under ‘earl’ og over ‘baron’. | Modsvarende titler i andre lande: Fransk: Vicomte Spansk: Vizconde Italiensk: Visconte |
| Baron (=Friherre)  | Baronesse (=Friherreinde) | Baroni / Friherreskab         | Baron er titlen for en adelsmand der tilhører adelens laveste rangklasse i bl.a. Danmark; tidligere en adelig godsejer, der stod umiddelbart under regenten. Titlen "Friherre" er en titel, der i Sverige blev indført 1571, i Danmark i 1671 indtil omkring 1680, og er det samme som baron. | Engelsk: Baron - Baroness Tysk: Baron - Baronin Fransk: Baron - Baronne |

### Danmark
De følgende danske adelstitler blev indført i ved kongelig forordning af 1671.
| Rang # | Titelbærer               | Titel for hustru | Titel for søn     | Titel for datter | Værdighed eller Len | Beskrivelse |
| ------ | ------------------------ | ---------------- | ----------------- | ---------------- | ------------------- | --- |
| 1      | Hertug                   | Hertuginde       | Ikke angivet      | Ikke angivet     | Hertugdømme         | Hertugtitlen er i Danmark forbeholdt den kongelige familie og deres slægtninge, og anses ofte derfor ikke en del af "adelen". To slægter bærer den danske titel hertug, og regnes ikke som "adel": - Hertugerne af Slesvig: oprindeligt efterkommere af Gerhard 3., som fik hertugdømmet Jylland. I 1459 gik titlen gennem en kvindelig arving til huset Oldenburg, hvorfra titlen gik ned til sine filialer af Augustenborg, Pløn, Beck, Glücksburg/Lyksborg, Holstein-Gottorp, Sønderborg, Nordborg, Rethwisch, Ærø, Franzhagen, Wiesenburg. Selv om medlemmerne havde hertugtitlen i Danmark, forblev suveræniteten over disse områder i århundreder i deres pater familias myndighed, kongen af Danmark, der fungerer som sin overherre. - Hertug af Glücksbierg: Primogeniture fra 1818 i den franske hertugfamilie Decazes. |
| 2      | Markis (dog kun i Norge) | Markise          | Ikke angivet      | Ikke angivet     | Markgrevskab        | I 1709 tildelte Frederik 4. af Danmark i sin egenskab af konge af Norge titlen Markis af Lista til Hugo Octavius Accoramboni af Firenze i Italien. I 1710 tildelte den samme konge titlen Markis af Mandal til Francisco di Ratta og til sidstnævntes nevøer Giuseppe di Ratta og Luigi di Ratta fra Bologna i Italien. Norge er fortsat det eneste land i Skandinavien, hvor titlen Markis er blevet tildelt. |
| 3      | Lensgreve                | Lensgrevinde     | Greve             | Komtesse         | Lensgrevskab        | En lensgreve er en greve som af kongen fik tildelt et gods med status af (lens)grevskab. Grevskabet var arveligt inden for opretterens slægt, for ved dennes uddøen at tilfalde staten (tidligere: kronen). Indehaveren havde udstrakte godsherrerettigheder. Der findes ikke nogen tilsvarende titel i udlandet. |
| 4      | Lensbaron                | Lensbaronesse    | Baron             | Baronesse        | Lensbaroni          | Tidligere var et baroni et len, der stod under en barons overhøjhed. I Danmark blev betegnelsen lensbaroni anvendt, og modsat andre lande var baron hertillands kun en ærestitel, mens det var den såkaldte lensbaron, der var forlenet med et landområde. |
| 5      | Greve                    | Grevinde         | Greve eller Baron | Komtesse         | Grevskab            | Greve er en adelstitel af gammel germansk oprindelse. I frankerriget var greverne højtstående kongelige embedsmænd, som blev lønnet med krongods, fra 877 gjort til arvelige len. Men under Capetingerne knustes grevestandens magt. I Sverige indførtes grevetitlen 1561 og i Danmark 1671. Grevetitlen er stadig arvelig i Danmark, men siden 1849 har det i Junigrundlovens § 97 heddet: "Enhver i lovgivningen til adel, titel og rang knyttet forret er afskaffet." |
| 6      | Friherre (Baron)         | Friherreinde     | Friherre          | Friherreinde     | Baroni              | Baron er titlen for en adelsmand der tilhører adelens laveste rangklasse i bl.a. Danmark; tidligere en adelig godsejer, der stod umiddelbart under regenten. Titlen "Friherre" er en titel, der i Sverige blev indført 1571, i Danmark i 1671 indtil omkring 1680, og er det samme som baron. |

De samme adelige titulaturer er ligeledes fortsat i brug såvel i Sverige som i Finland.

### Storbritannien
Følgende titler er adelige, da de er etableret i en af de 5 adelskalendere i Det Forenede Kongerige, og dermed indgår i højadlen.
| Rangkrone | Engelsk titel                                               | Dansk Mandlig ækvivalent | Dansk Kvindelig ækvivalent | Beskrivelse |
| --------- | ----------------------------------------------------------- | ------------------------ | -------------------------- | --- |
|           | Duke / Duchess                                              | Hertug                   | Hertuginde                 | Hertugdømmet er den mest forhøjede værdighed i adelskalenderen. Titlen blev først introduceret af Edward 3. af England, der i 1337, skabte sin ældste søn, Edward den Sorte Prins (daværende jarl af Chester), Hertug af Cornwall, med nedarv til sine mandlige arvinger. Siden da, har den britiske monarks ældste søn altid båret titlen Hertug af Cornwall. En Hertug bliver tiltalt som "Hans Nåde", og "Mest Ærværdige", og han bliver officielt tiltalt af kronen som "Vores højre Trofaste og ret helt elskede Fætter". |
|           | Marquess / Marchioness                                      | Markgreve                | Markgrevinde               | Kommer fra franske 'marquis', som er en afledning af «marche» eller marts. En Marquess' hverv var originalt at "bevogte og beskytte riges yderste grænser og grænseområde". Disse adelige blev kaldt Lord Marche eller Marquess. |
|           | Earl / Countess                                             | Greve (Jarl)             | Grevinde                   | Dette er den eneste af de fem adelstitler i adelskalenderen, som er afledt af et engelsk ord, den gamle engelske eorl, selv om dette i sig selv er afledt af det gamle oldnordiske earl eller jarl, hvilket betyder fri-født kriger eller adelsmand under Danelagens, og er selv afledt af navnet på den germanske stamme erulerne, herulerne. Da der var ingen feminine oldengelsk eller oldnordisk udgave af ordet bruger man, "Grevinde" (en Earl er tilsvarende til kontinental europas 'greve'), fra latinske 'comes'. I dagene før den normanniske erobring erstattede eorl, ealdorman som en kongelig officer med stor magt og ansvar, som præsiderede over flere amter eller store divisioner i England. |
|           | Viscount / Viscountess                                      | Vicomte                  | Vicomtesse                 | Hed oprindeligt "vice-comte", er en Engelsk titel, hvor personen tituleres 'The Right Honourable The Lord ...'. Var oprindelig en embedsmand, der var stedfortræder (heraf "vice") for greven. Det er den næstlaveste engelske adelsrang, under ‘earl’ og over ‘baron’. |
|           | Baron (i England og Irland) Lord of Parliament (i Skotland) | Baron (=Friherre)        | Baronesse (=Friherreinde)  | Kommer fra middelalderlatin baro 'vasal', oprindelig et germansk ord, jævnført med middelhøjtysk bar 'mand. Skabt i 1066. I den skotske adelskalender alene, kaldes indehavere af den femte rang ikke en 'Baron', men snarere» 'Lord of Parliament''. Baroner i Skotland var traditionelt indehavere af feudale Værdigheder, ikke ikke titler i en adelskalender (Peerage), men de betragtes som mindre baroner og genkendes af kronen som ædle. Den feminine form er baronesse (eng. Baroness). |

#### Lavadel
Derudover findes der i Storbritannien en lavadel kaldet The Landed gentry. The Landed gentry har rang, visse titler og visse rettigheder, men anses ikke for at være en del af adlen, da de ikke er opført i en af de 5 adelskalendere i Det Forenede Kongerige.
| Titelbærer       | Kvindelig ækvivalent   | Note                                     |
| ---------------- | ---------------------- | ---------------------------------------- |
| Baron (Skotland) | Baroness               | Arvelig titel                            |
| Baronet          | Baronetess             | Arvelig titel                            |
| Knight           | Dame                   | Ikke arvelig titel (tildelt af monarken) |
| Esquire          | Esquiress              | Ikke arvelig titel (tildelt af monarken) |
| Gentleman        | Lady eller Gentlewoman | Ikke arvelig titel (tildelt af monarken) |

### Tyskland
I Tyskland anvendes følgende titler. De tyske titler bruges også i Østrig.
| Titelbærer | Kvindelig ækvivalent | Dansk ækvivalent                            |
| ---------- | -------------------- | ------------------------------------------- |
| Kurfürst   | Kurfürstin           | Kurfyrste / Kurfyrstinde                    |
| Fürst      | Fürstin              | Fyrste / Fyrsinde                           |
| Herzog     | Herzogin             | Hertug / Hertuginde                         |
| Markgraf   | Markgräfin           | Markgreve / Markgrevinde                    |
| Graf       | Gräfin               | Greve / Grevinde                            |
| Freiherr   | Freifrau             | Friherre / Friherreinde - Baron / Baronesse |
| Ritter     |                      | Ridder                                      |

### Frankrig
I Frankrig anvendes følgende titler. De franske titler bruges også i Belgien.
| Titelbærer | Kvindelig ækvivalent | Dansk ækvivalent         | Note |
| ---------- | -------------------- | ------------------------ | --- |
| Prince     | Princesse            | Fyrste / Fyrstinde       | |
| Dauphin    | Dauphine             | Dauphin / Dauphine       | Fransk royal titel, med egenskaber som hertug, som blev tildelt den franske tronarving. Titlen refererer til landskabet Dauphiné, som er titlens len. |
| Duc        | Duchesse             | Hertug / Hertuginde      | |
| Marquis    | Marquise             | Markgreve / Markgrevinde | |
| Comte      | Comtesse             | Greve / Grevinde         | |
| Vicomte    | Vicomtesse           | Vicomte / Vicomtesse     | |
| Baron      | Baronesse            | Baron / Baronesse        | |

De lavadelige titler chevalier og écuyer er derimod ikke længere i brug.